# Псалом 119

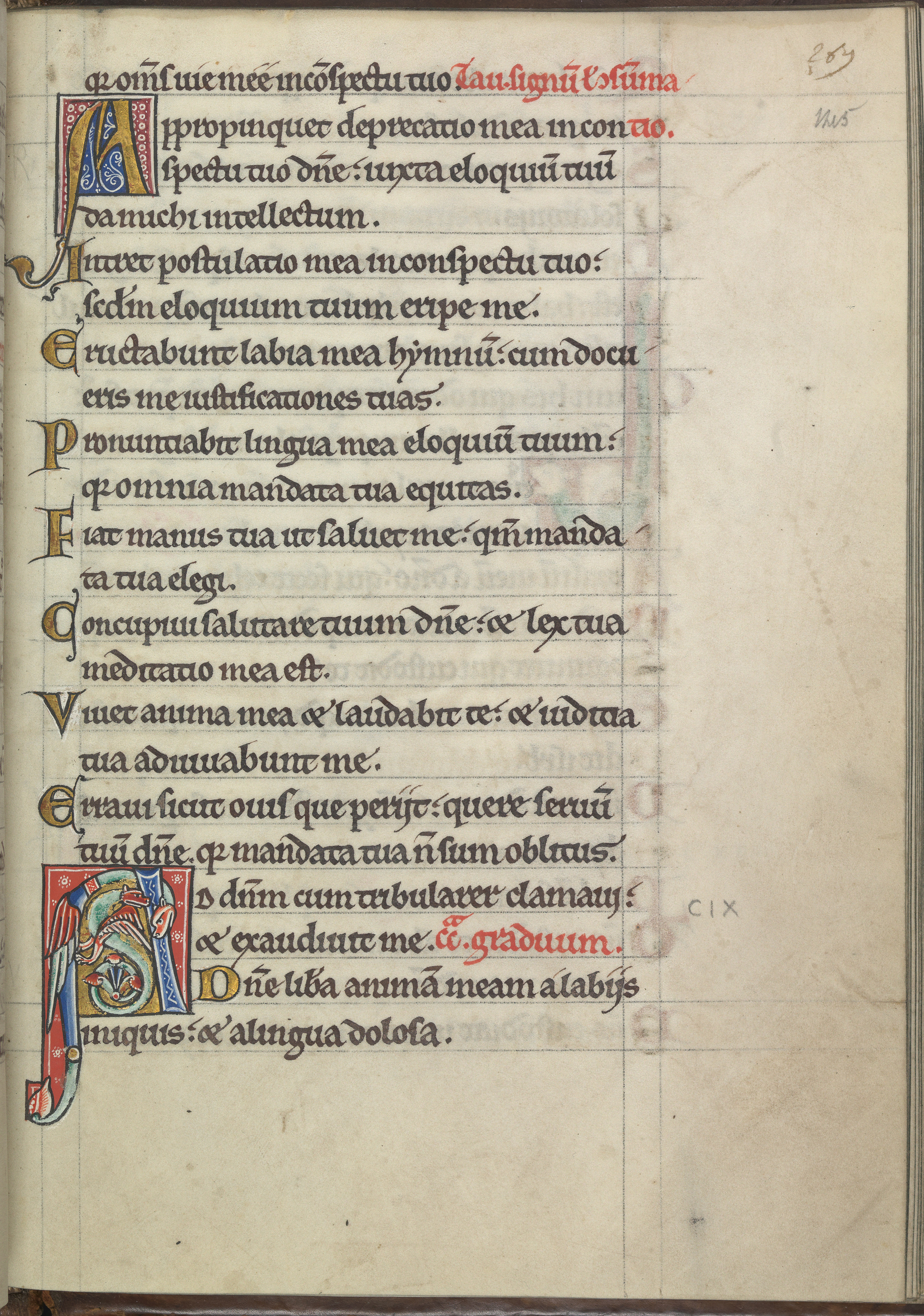
119-й псалом на листе из Псалтири Алиеоноры Аквитанской

Сто девятна́дцатый псало́м — 119-й псалом из книги Псалтирь (120-й в масоретской нумерации). Известен по латинскому инципиту Ad Dominum cum tribularer clamavi et exaudivit me, «Ко Господу внегда скорбѣти ми воззвахъ и услыша мя». Является первым в серии из 15-ти псалмов, объединённых общим названием «Песнь восхождения».
119-й псалом представляет собой индивидуальную жалобу псалмопевца, страдающего из-за несправедливого и ложного обвинения. Это один из семи «покаянных» псалмов. Псалом составлен как обращённая к Богу молитва о помощи от человека, живущего среди лукавых и злых людей вдали от Сиона.
Автор 119-го псалма неизвестен. Согласно одной из гипотез, псалом написан кем-то, кто в послепленный период продолжал (вероятно, вынужденно) жить на чужбине во враждебном окружении, мечтая о возвращении на родину.

## Содержание

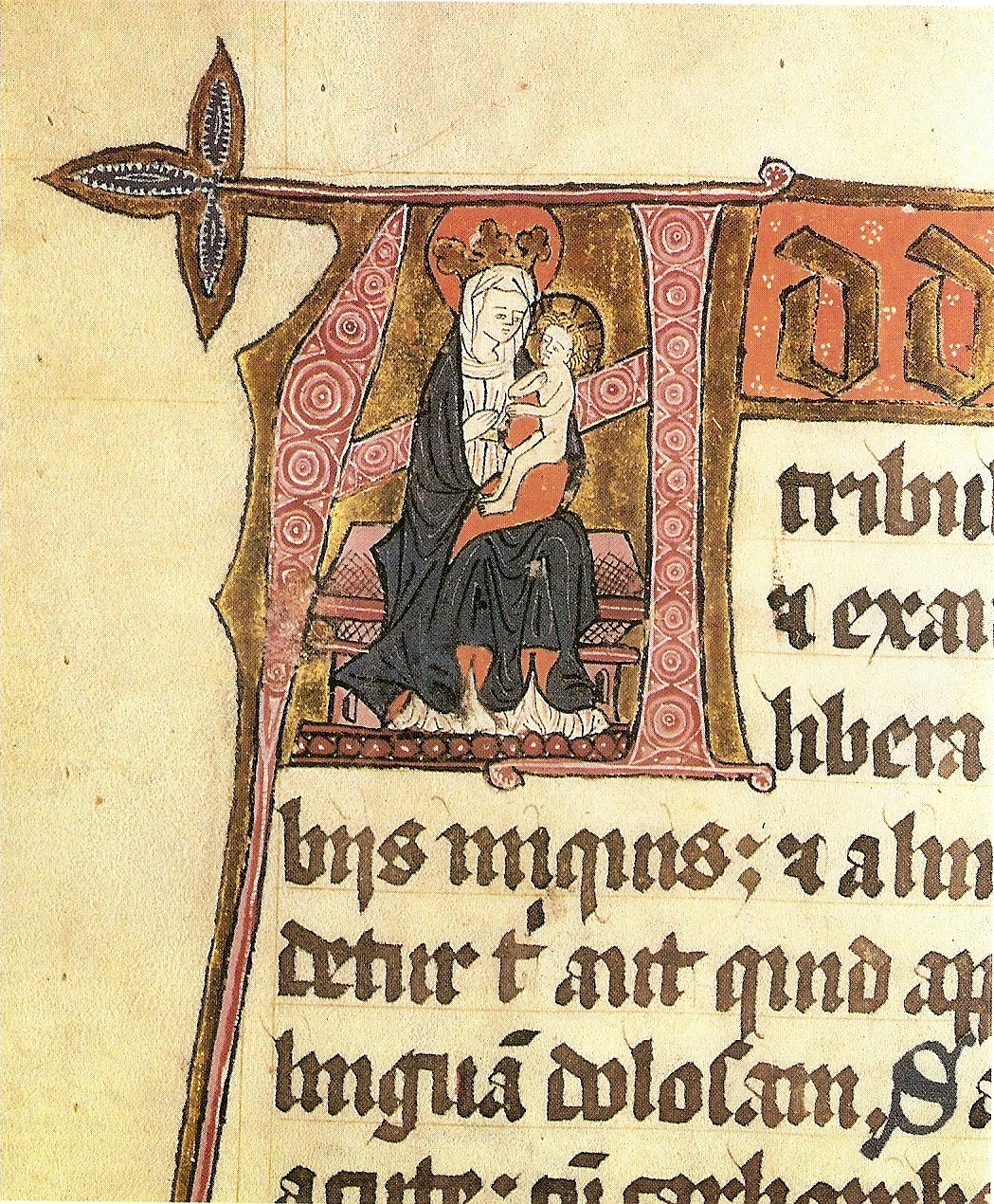
Начало 119-го псалма в иллюстрированной Псалтири XV века

### Стихи 1—2
Порядок слов в 1-м стихе говорит о том, что псалмопевец ощущает себя под опекой Господней и в то же время чувствует тягость от враждебного окружения чужих ему лживых людей.

### Стихи 3—4
Очевидно, что вопрос псалмопевца «что даст тебе и что прибавит тебе язык лукавый?» (Пс. 119:3) адресован не противнику. Скорее, автор таким образом обращает внимание Господа на грех согласно принципу «предоставьте возмездие Богу» (Прит. 20:22; Рим. 12:19).
В 4-м стихе автор пророчествует это возмездие: острые («изощрённые») стрелы, пущенные сильным (то есть Богом), найдут свою цель. Они олицетворяют неотвратимость и справедливость кары. Угли из дрока (распространённого на Ближнем Востоке кустарника) тлеют долго, символизируя в этом псалме продолжительность наказания.

### Стих 5
По одной из версий, «Мосох» («Мешех») — местность на территории современной Армении, у Чёрного моря. По другой — на севере Палестины. «Кидар» («Кедар») — территория в северной части Аравии. Маловероятно, чтобы автор жил там попеременно. Скорее, это метафора, подразумевающая чужбину, отдалённые земли, населённые враждебными племенами.

### Стихи 6—7
Псалмопевец характеризует свое окружение как «ненавидящие мир», о себе же говорит: «я мирен». Он пытается жить в согласии с другими, но испытывает их агрессию, доверять им нельзя. Но их ждёт возмездие, ибо Господь слышит молитвы.

## Богослужебное использование
Православие
119-й псалом поют на литургии преждеосвященных даров после мирной ектинии в 18-й кафизме, во время Великого поста, в праздники Богоявления и Благовещения на утрени. Отдельные стихи псалма поют по разным случаям.
119:1, 2 поют в чине погребения священников.
Католицизм
По уставу святого Бенедикта, 119-й псалом пели на Terce (в третий час, см. Литургия часов) во вторник, среду, четверг, пятницу, субботу в составе группы псалмов 119, 120, 121.

## Комментарии
1. ↑  «Песнь восхождения» иногда называют «песнями странников». Существует предположение, что их исполняли паломники, посещающие Иерусалим для поклонения. По другой версии, их могли исполнять левиты, поднимавшиеся по 15-и ступеням в мужской двор Храма. Наконец, «восхождение» могло означать повышение голоса при пении[1]
2. ↑  Несправедливые обвинения, клевета, лукавство являются прямым нарушением одной из Десяти заповедей (Исх. 20:16)[2]